# HTC One Mini 2
HTC One Mini 2 是一款縮小版的HTC One (M8)，在台灣於6月12日發表，有晶絲灰、月光銀、香檳金三種顏色,在台灣大哥大、遠傳、威寶,這三家通路販售。

## 外觀
HTC One Mini 2除了在尺寸上鎖小外，設計上也更圓滑，機殼材質為鋁金屬，側邊用的材質是塑膠。

## 發售版本
國際版的One Mini 2為1G RAM，而美國電信商Verizon客製的One remix則為1.5G RAM（該機其他規格與One mini 2同）。

## 外部連結
- （页面存档备份，存于）http://www.mobile01.com/topicdetail.php?f=566&t=3907538 （页面存档备份，存于）
- （页面存档备份，存于）http://www.mobile01.com/newsdetail.php?id=15150 （页面存档备份，存于）
- （页面存档备份，存于）http://www.htc.com/tw/smartphones/htc-one-mini-2/ （页面存档备份，存于）
- HTC One remix 美國官網 （页面存档备份，存于）